# Steven Fletcher
Steven Kenneth Fletcher, född 26 mars 1987 i Shrewsbury, England, är en skotsk fotbollsspelare som spelar för Wrexham.
Fletcher har tidigare representerat Hibernian, Burnley och Wolverhampton, innan han skrev på för Sunderland i augusti 2012. Fletcher tillbringade en stor del av sin uppväxt i Skottland och valde att spela för det skotska landslaget istället för det engelska. Fletcher är känd som en god målskytt på Premier League-nivå och har gjort fler än 10 ligamål vid flera tillfällen, samt varit sina lags bästa målskytt. Han har dock varit med om två nedflyttningar, och till och med 2013 har inget av hans Premier League-lag slutat högre än sjuttonde i Premier League. Fletcher har därmed ofta varit avgörande vid bottenstrider för om hans mål ska räcka för att hålla sina lag kvar.
Den 8 september presenterades han som nyförvärv för den hårt satsande klubben Wrexham AFC.

## Karriär
Den 14 augusti 2020 värvades Fletcher av Stoke City.